# 人間の運命
「人間の運命」（にんげんのうんめい、原題：Судьба человека）は、ソビエト連邦の作家ミハイル・ショーロホフの小説である。1956年12月31日、および1957年1月1日発行のソビエト連邦共産党機関紙「プラウダ」に掲載された。
物語の内容は事実に基づいている。1946年春、ショーロホフはある人物から過酷な戦争体験を聞き、これを小説に書くことを決意。7日間で本作を書きあげた。

## ストーリー
第二次世界大戦も終わり、ソ連にようやく平和が訪れた1946年のある春の日、作家である語り手はドン河畔で、幼い少年を連れた、一人の初老のトラック運転手と出あう。渡し船を待つ間、運転手は語り手に、自身の戦争体験を物語る。
第二次世界大戦が始まると、トラック運転手だったアンドレイ・ソコローフにも召集令状が届いた。彼は妻のイリーナ、3人の子供たちと別れ、輸送兵として前線に向かう。当時はソ連が劣勢で、彼はある戦いで負傷し、ドイツ軍の捕虜になった。
ドイツ国内に送られた彼は、各地の収容所で強制労働に従事し、辛酸をなめる。運転技能のおかげでナチス将校の運転手に配置された彼は脱走の機会を伺い、ついに戦線を突破して、ソ連側への脱出に成功した。しかし彼を待っていたのは、妻と娘2人がドイツ軍の爆撃で死亡した通知であった。唯一生き残った息子は、行方知れずという。
彼は故郷にいることが耐えられず、戦線のトラック輸送任務に戻った。ある日、彼に息子の消息が伝わってくる。ソ連軍に入隊した息子は昇進して砲兵将校となり、隣の戦線にいるという。ソ連軍優勢のうちに戦争も終わりに近づき、彼は息子との再会や、戦争後の生活を夢見るようになった。5月9日の戦勝記念日を迎え、アンドレイは息子が戦争の最終日の朝、ドイツ狙撃兵に撃たれて戦死した知らせを聞く。
戦後、一人きりで孤独に暮らすアンドレイはある街で、一人の幼い戦争孤児ワーニャ（ヴァニューシカ）に出会う。彼らはともに暮らすようになり、孤児とアンドレイの双方に、新しく人生への希望が生まれてくるのだった。
話のうちに船がやってきて、語り手は2人を見送りながら、この「戦争の嵐に投げ込まれた2粒の砂」の運命について考える。この不屈のロシアの男は、運命に耐えた。そして彼に育てられた息子も、すべてに耐え、全てを克服してゆくのだろうと。

### 主な訳書
- 『人間の運命』米川正夫・漆原隆子訳、角川文庫、改版2008年

## 映画
同題（露: Судьба человека、英: Fate of a Man）で、1959年に映画化された。セルゲイ・ボンダルチュク主演・初監督作品。モスフィルム製作。第一回モスクワ映画祭で大賞を受賞。ボンダルチュクはレーニン賞を受賞した。また1960年度のキネマ旬報外国映画ベストテンの第7位に入っている。

### キャスト
| 役名           | 俳優                     | 日本語吹替 |
| -------------- | ------------------------ | ---------- |
| ソコローフ     | セルゲイ・ボンダルチュク | 露口茂     |
| ヴァニューシカ | パーヴェル・ボリースキン | 山本嘉子   |
| イリーナ       | ジナイーダ・キリエンコ   | 此島愛子   |
| イワン         | パーヴェル・ヴォルコフ   |            |
| ミュラー       | ユーリー・アヴェーリン   |            |

- 日本語吹替：テレビ版・初回放送1971年1月2日 NHK教育『世界名作劇場』[6]

※日本語吹替は他にも16mmフィルム版（正味76分）があり、福岡市総合図書館に所蔵されている。

### スタッフ
- 監督・製作：セルゲイ・ボンダルチュク
- 脚本：ユーリー・ルキン（ロシア語版）、フョードル・サヤフマゴノフ（ロシア語版）
- 撮影：ウラジミール・モナコフ（ロシア語版）
- 音楽：ヴェニアミン・バスネル（ロシア語版）